# Kurtus indicus
Kurtus indicus is een straalvinnige vissensoort uit de familie van kambaarzen (Kurtidae). De wetenschappelijke naam van de soort is voor het eerst geldig gepubliceerd in 1786 door Bloch.